# پس‌تنه

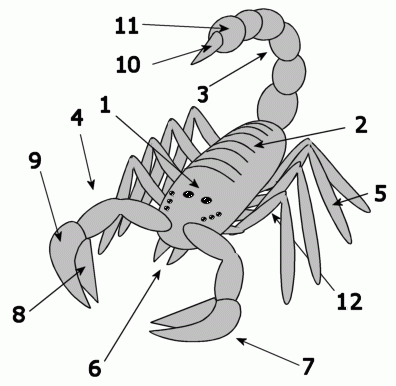
کالبد عقرب: 1 = پیش‌تنه؛ 2 = میان‌تنه؛ 3 = پس‌تنه

پَس‌تَنه (metasoma) بخش خلفی (عقبی) بدن بندپایانی است که بدنشان از سه قسمت تشکیل شده‌است. دو قسمت دیگر پیش‌تنه prosoma و میان‌تنه mesosoma نام دارند. پس‌تنه در حشرات، بیشتر مجراهای گوارشی، دستگاه تنفسی، و دستگاه گردش خون را در خود جای داده است. نقاط انتهایی پس‌تنه معمولاً به‌طوری تغییر یافته‌اند تا عملکرد آلت تناسلی داشته باشند.
در برخی از حشرات بسیار ابتدایی (کهن‌آروارگان Archaeognatha) قطعات پس‌تنه‌ای اندام‌های آویزه‌ای کوچک و مفصل‌داری دارند که قلمک Stylus نامیده می‌شود و به باور حشره‌شناسان از اندام‌های بازمانده ژنتیکی باستان است.
در عقرب‌ها پس‌تنه همان دُم آن‌هاست. در دیگر قلاب‌داران مثل عنکبوت، میان‌تنه با پس‌تنه یکی شده و پشت‌تنه opisthosoma را تشکیل می‌دهند.